# Apocynaceae
Apocynaceae es una familia de dicotiledóneas que incluye árboles, arbustos, hierbas, o lianas.  Muchas especies son grandes árboles que se encuentran en la selva tropical, y la mayoría  son de procedencia de los trópicos y los subtrópicos.
Muchas especies son árboles altos que se encuentran en los bosques tropicales, pero algunas crecen en ambientes tropicales secos (xéricos). También se encuentran hierbas perennes de zonas templadas. Muchas de estas plantas tienen látex lechoso, y muchas especies son venenosas si se ingieren, siendo la familia rica en géneros que contienen alcaloides y glucósidos cardíacos, siendo los que contienen estos últimos a menudo encontrando uso como veneno de flecha. Algunos géneros de Apocynaceae, como Adenium, sangran savia clara sin látex cuando se dañan, y otros, como Pachypodium, tienen látex lechoso aparte de su savia.

## Taxonomía
La familia, en su sentido actual, está dividida en 366 géneros aceptados (de los 585 descritos La familia Asclepiadaceae esta ahora incluida como subfamilia (Asclepiadoideae) de Apocynaceae.) que incluyen unas 4500-5500 especies aceptadas
Hay cinco subfamilias:
- Rauvolfioideae, 79 géneros;
- Apocynoideae, 82 géneros;
- Periplocoideae, 33 géneros;
- Secamonoideae, 8 géneros;
- Asclepiadoideae, 164 géneros.[2]

## Distribución

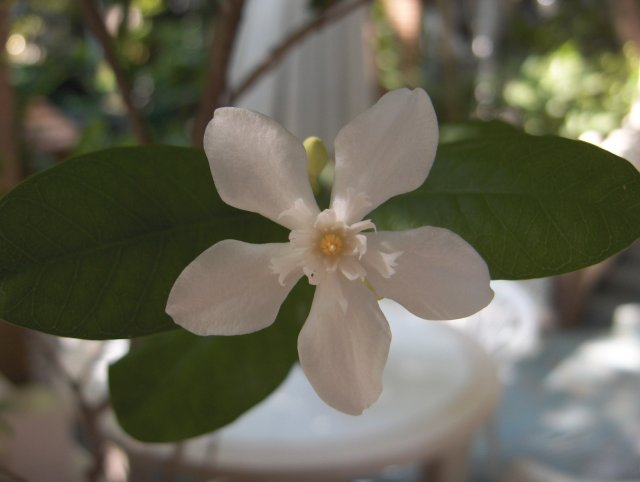
Wrightia antidysenterica.

Las especies de esta familia se distribuyen primordialmente en las  regiones tropicales:
- En las selvas y zonas pantanosas de India y Malasia: Árboles de porte pequeño a muy grande de hojas perennes, frecuentemente con raíces de contrafuerte, tales como  Alstonia y Dyera.
- En el Norte de Australia: Árboles de porte pequeño de hoja perenne como Cerbera y Ochrosia.
- En las selvas de hoja caduca de África e India: Árboles de porte pequeño tales como  Carissa, Wrightia y Holarrhena.
- En la América tropical, India, Myanmar y Malasia: Árboles de hoja perenne y arbustos, tales  como Rauwolfia, Tabernaemontana y Acokanthera.
- En  América Central: Plumeria, o  frangipani, con sus céreas flores de color blanco o rosáceo y dulces fragancias.
- En América del Sur, África y Madagascar: Muchas lianas tales como Landolphia.
- En la región Mediterránea: Nerium, con la bien conocida adelfa, el arbusto ( Nerium oleander). También  las vincas (Vinca major y Vinca minor).
- En América del Norte: Apocynum, también llamado "Cáñamo indio", incluye Apocynum cannabinum, una fuente tradicional de fibra.

## Características

### Patrón de crecimiento
Esta familia  incluye plantas anuales, plantas perennes, plantas de tallos suculentos, arbustos leñosos, árboles, y lianas. La mayoría exuda un látex lechoso cuando se cortan.

### Hojas, tallos, inflorescencias, frutos
Las hojas son simples, normalmente decusadas, o verticiladas; careciendo de estípulas. Las flores son normalmente espectaculares, simétricamente radiales (actinomorfica), reunidas en inflorescencias cimosas o racemosas (raramente en fascículos o solitarias).  Son hermafroditas, con (cáliz de 5 lóbulos) o sin sépalos . Las inflorescencias son terminales o axiales. Los estambres están insertos en el interior del tubo de la corola. El ovario está normalmente situado en la parte superior.
La fruta es una drupa, o baya, una cápsula o un folículo.

## Relaciones con animales
Las plantas de la familia Apocynaceae exhiben diversas relaciones con los animales, a menudo implicando adaptaciones especializadas para la polinización, dispersión de semillas y defensa. Algunos ejemplos específicos son:
Muchas especies de Apocynaceae han desarrollado adaptaciones específicas para atraer polinizadores como insectos (abejas, mariposas, polillas) y aves. Estas adaptaciones incluyen flores coloridas, recompensas de néctar y estructuras florales que se ajustan a los polinizadores particulares. Por ejemplo, algunas especies como las Asclepias (plantas de la familia de las algodonosas) tienen estructuras florales complejas especializadas en la polinización por insectos específicos, como abejas y mariposas.
Algunas plantas de la familia Apocynaceae dependen de los animales para la dispersión de sus semillas. Los frutos y semillas pueden estar adaptados para atraer a los animales para que los consuman, asegurando su dispersión lejos de la planta madre. Por ejemplo, especies como Cryptostegia grandiflora (vid de goma) producen frutos carnosos que atraen a las aves, las cuales luego dispersan las semillas a través de sus excrementos.
Muchas plantas de Apocynaceae producen metabolitos secundarios, incluyendo alcaloides y glucósidos cardíacos, que pueden ser tóxicos para los animales si se ingieren. Estas sustancias químicas funcionan como un mecanismo de defensa contra el herbivorismo, disuadiendo a los animales de consumirlas. Las mariposas monarca (Danaus plexippus) son conocidas por su capacidad para acumular compuestos tóxicos de las plantas de leche (Asclepias spp.), los cuales utilizan para defenderse de los depredadores.
Algunas plantas de Apocynaceae establecen relaciones simbióticas con animales específicos. Por ejemplo, ciertas especies de hormigas forman relaciones mutualistas con plantas como las Hoya spp. (plantas de cera), donde las hormigas protegen a la planta de los herbívoros a cambio de alimento y refugio proporcionados por la planta.

## Fitoquímica
Las apocináceas tienen las siguientes características fitoquímicas: Presentan en la mayoría de las veces alcaloides carbolínicos y otros alcaloides indólicos. Se han detectado iridoides en algunos géneros (Plumeria, Rauvolfia y Allamanda) También presentan proantocianidinas, cianidina y delfinidina. Pueden presentar kaempferol y/o quercetina. Se ha encontrado ácido ursólico. Los azúcares son transportados como sacarosa o como oligosacáridos. La fisiología C3 se ha reportado en Apocynum, Nerium, Pachypodium, Plumeria y Rhazya. El metabolismo CAM ha sido reportado directamente en Carissa (no-suculenta) y Pachypodium.

## Usos
Varios miembros de la familia Apocynaceae han tenido usos económicos en el pasado. Varios de ellos son fuentes de importantes productos naturales: compuestos farmacológicos y candidatos a fármacos, y en algunos casos verdaderos medicamentos recetados. Los glucósidos cardíacos, que afectan a la función cardíaca, son un buen ejemplo. Los géneros estudiados y conocidos por contener tales glucósidos incluyen Acokanthera, Apocynum, Cerbera, Nerium, Thevetia y Strophanthus. Rauvolfia serpentina (Indian snakeroot) contiene el alcaloide reserpina, que se ha utilizado como antihipertensivo y fármaco antipsicótico, pero sus efectos adversos limitan su uso clínico.  Catharanthus roseus produce alcaloides utilizados en el tratamiento del cáncer. Tabernanthe iboga, Voacanga africana, y Tabernaemontana undulata contienen el alcaloide ibogaína, que es una droga psicodélica que puede ayudar con la adicción a las drogas, pero que tiene importantes efectos adversos, siendo la ibogaína tanto cardiotóxica como neurotóxica.  Ajmalicina, un alcaloide que se encuentra en Rauvolfia spp, Catharanthus roseus], y Mitragyna speciosa],  es un fármaco antihipertensivo  utilizado en el tratamiento de la tensión arterial alta.
Muchos géneros se cultivan como plantas ornamentales, incluyendo Amsonia (bluestar), Nerium (adelfa), Vinca (vincapervinca), Carissa (ciruelo de Natal), Allamanda (trompeta dorada), Plumeria (frangipani), Thevetia', Mandevilla (Flor de la sabana), y Adenium (rosa del desierto).
Además, los géneros Landolphia, Carpodinus, y Mascarenhasia se han utilizado como fuentes comerciales de caucho inferior. (Véase caucho del Congo) 
Los usos alimentarios de las plantas de esta familia son limitados. La flor de Echites panduratus (nombre común: loroco) es comestible.Carissa (ciruela de Natal) produce un fruto comestible, pero todas las demás partes de la planta son venenosas. Se dice que el género Apocynum era utilizado como fuente de fibra por los pueblos nativos de América.  El zumo aromático del fruto de Saba comorensis (syn. Landolphia comorensis, la fruta Bungo o Mbungo) se utiliza como bebida.
Por último, también se conocen usos etnofarmacológicos y etnotoxicológicos. Las raíces de Tabernanthe iboga y ciertas especies de Voacanga se han utilizado tradicionalmente de forma ceremonial como alucinógenos en África. Los alcaloides de tipo ibogaína responsables de la psicoactividad de estas plantas se han estudiado en relación con el tratamiento de la drogadicción.El jugo de especies de Acokanthera como A. venenata y el jugo lechoso de la Pachypodium de Namibia se han utilizado como veneno para las puntas de las flechas.
Muchas especies son ornamentales en jardines o como plantas de interior.

## Géneros
Véase: 
- Anexo:Géneros aceptados de Apocynaceae (lista válida hasta 2012)
- Anexo: Géneros aceptados de la familia Apocynaceae por subfamilias, tribus y subtribus (actualizado a 2014)
- Anexo:Géneros con sus sinónimos en la familia Apocynaceae (Gentianales)

## Sinonimia
- Asclepiadaceae, Carissaceae, Cerberaceae, Cryptostegiaceae, Cynanchaceae, Ophioxylaceae, Pacouriaceae, Periplocaceae, Plumeriaceae, Stapeliaceae, Vincaceae, Willughbieaceae